# François Noël (diplomat)
Jean-François-Joseph-Michel Noël, född den 12 januari 1755, död den 29 januari 1841, var en fransk grammatiker och lexikograf.
Noël, som var generalinspektör för den allmänna undervisningen, utgav åtskilliga arbeten, vilka till stor del var kompilationer eller utförda i förening med andra personer. Dessa fick en spridning, som i flera fall av eftervärlden befunnits oförtjänt. 
Mest kända är hans Nouvelle grammaire française (1823; tillsammans med Charles-Pierre Chapsal), Nouveau dictionnaire de la langue française (1826) och Cours de mythologie (1830, med Chapsal; "Lärokurs i mythologien", 1838; 2:a upplagan 1852).